# Эрто, Тома
Тома Эрто (фр. Thomas Heurtaux; родился 3 июля 1988 года в Лизьё, Франция) — французский футболист, защитник клуба «Анкарагюджю».

## Клубная карьера

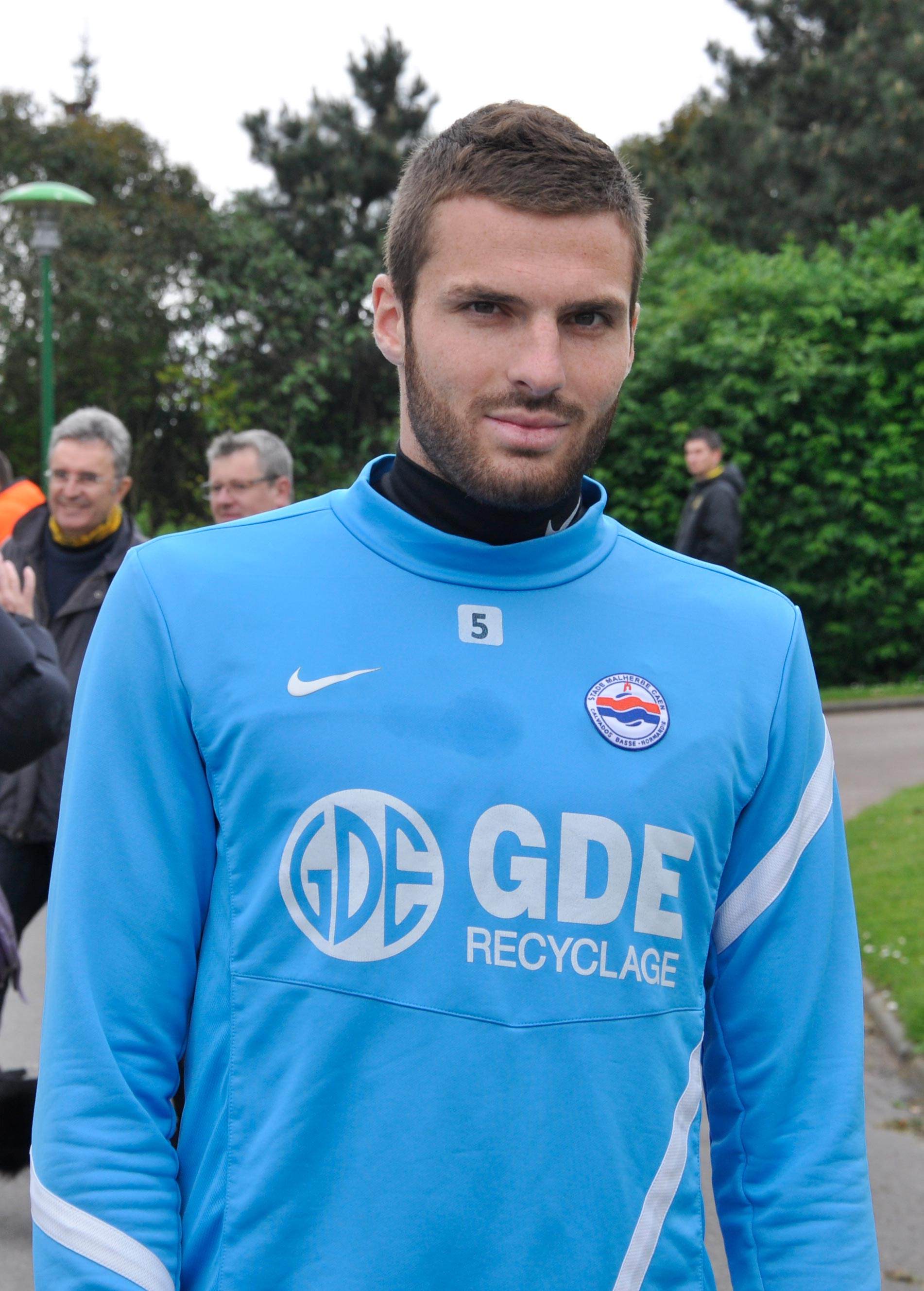
Эрто в составе «Кана»

Эрто — воспитанник клуба «Кан». В 2008 году он подписал с клубом свой первый профессиональный контракт и сразу был отдан в аренду для получения игровой практики в «Шербур». Тома отыграл сезон в Лиге 3, после чего вернулся в «Кан». 10 августа 2009 года в матче против «Нанта» он дебютировал в Лиге 2. Эрто помог клубу выйти в элиту в конце сезона. Летом 2010 года он продлил контракт с командой до 2013 года. 7 августа в поединке против марсельского «Олимпика» он дебютировал в Лиге 1. 28 августа 2011 года в матче против «Ренна» Тома забил свой первый гол за «Кан».
Летом 2012 года Эрто перешёл в итальянский «Удинезе». Сумма трансфера составила 2,1 млн. евро. Контракт был подписан на 6 лет. 25 августа в матче против «Фиорентины» он дебютировал в Серии А. 1 сентября в поединке против «Пармы» Тома забил свой первый гол за новый клуб.
Летом 2017 года Эрто на правах аренды перешёл в «Эллас Верона». В матче против «Наполи» он дебютировал за новую команду. По окончании аренды Тома перешёл в турецкий «Анкарагюджю».

## Международная карьера
В 2010 году Эрто в составе юношеской сборной Франции принял участие в Турнире в Тулоне.